# Jean Baylac
Pour les articles homonymes, voir Baylac.
Jean Baylac est un homme politique français, né le 9 août 1898 à Belvèze-du-Razès (Aude), mort le 22 mai 1961 à Marmande (Lot-et-Garonne).

## Biographie
Élève du collège de Marmande, il cesse son travail d'ingénieur électricien pendant la Première Guerre mondiale, quand il est envoyé au front.
Après la guerre, il est président fédéral, et président local (Lot-et-Garonne) du Parti démocrate populaire. Candidat aux législatives de 1936, il est conseiller municipal de Marmande de 1935 à 1940.
En 1939, il se porte volontaire. Il anime ensuite un réseau de résistance locale à Marmande. Son fils fut tué lors d'une action de résistance. Il sera décoré de la Croix de guerre et de l'ordre de la Francisque.
En 1944, il rejoint le Mouvement républicain populaire, parti gaulliste. Il est second de liste aux élections législatives de juin et novembre 1946, puis candidat aux sénatoriales de 1946, et aux législatives de 1951. Il est également adjoint au maire de Marmande (jusqu'à son décès).
En 1954, il rejoint l'UDCA de Pierre Poujade. Élu député de Lot-et-Garonne en 1956, il vote contre l'investiture de Guy Mollet et lui refuse les pouvoirs spéciaux en Algérie, mais son élection est invalidée au mois d'avril.
Il meurt en mai 1961.

## Annexe